# Lerncomputer

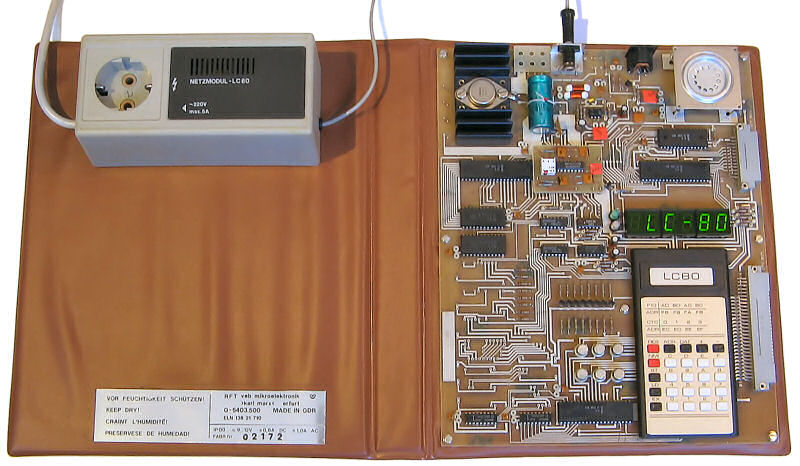
Standardausführung des Lerncomputer LC80

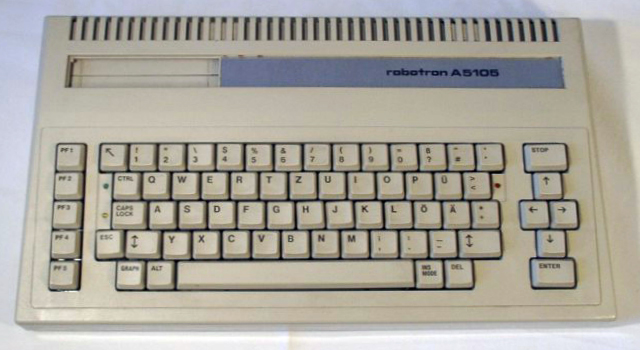
K 1505, Grundgerät des Robotron Bildungscomputer BIC A 5105

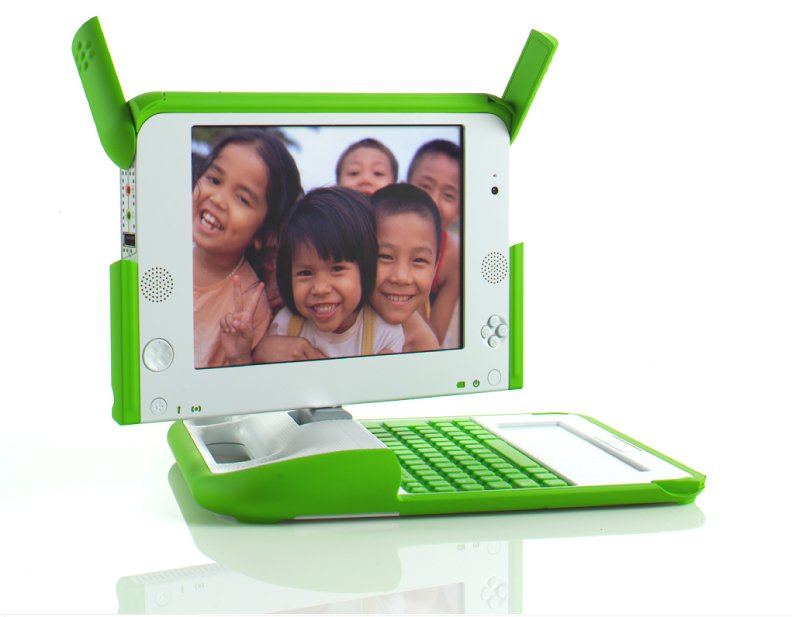
OLPC XO-1

Ein Lerncomputer ist ein Computer, bei dem die pädagogischen Gesichtspunkte im Vordergrund stehen.
Ursprünglich handelte es sich dabei um Bausätze, die Aufbau und Funktion eines Computers vermittelten, heutzutage bezeichnet der Begriff meist Kleincomputer für Kinder, auf denen spezielle Lernprogramme laufen.

## Entwicklung
Lerncomputer wurden seit Ende der 1940er Jahre, oftmals als Bausätze, zu relativ erschwinglichen Preisen angeboten. Diese waren änfänglich oft nur in den USA erhältlich. Bei einem Bausatz war der Lernerfolg besonders groß, da man jedes Bauteil einmal in die Hand nehmen musste. Das Verständnis für die Computerhardware wurde so gefördert.
In Deutschland verfügbar war 1968 Logikus, ein vom Kosmos-Lehrmittelverlag herausgebrachter Lerncomputer; Geräte wie der EZ80-DIT und PROFI-5-Mikrocomputerfamilie folgten. Ab 1969 war der Piko dat in der DDR erhältlich. 1981 stellte die DDR den LC80 her und in den Folgejahren wurden u. a. der Kosmos CP1, Polycomputer 880, Know-how-Computer, NDR-Klein-Computer und Robotron BIC A 5105 angeboten.
Mit der Herstellung erschwinglicher Großseriencomputer für den Heimgebrauch Anfang der 1980er Jahre, wurde der klassische Lerncomputer mehr und mehr zurückgedrängt.
Lerncomputer für Kinder werden heute z. B. von dem Unternehmen Vtech gefertigt. Bei dieser Art von Lerncomputern steht die Technik allerdings eher im Hintergrund. Auf diesen, speziell für Kinder angepassten Kleincomputern, laufen verschiedene Lernprogramme, um z. B. das Allgemeinwissen oder das Kopfrechnen zu fördern.
Eine noch junge Entwicklung sind Computerspiele mit virtuellen Lerncomputern. So lässt sich zum Beispiel das Open-World-Spiel Minecraft durch das Mod ComputerCraft aufrüsten, mit dessen Hilfe der Spieler virtuelle Computer und Roboter konstruieren kann, die in der Skriptsprache Lua programmiert werden können. Das Minecraft-Mod RedPower 2 bietet Bauelemente für 6502-ähnliche virtuelle Computer, die in den Sprachen 6502 Assembly oder Forth programmiert werden können.

### Chronik
(Auswahl)
Häufig sind die Grenzen fließend, zwischen Lerncomputern, Einplatinencomputern, Entwicklungssystemen, Homecomputern usw.
Experimentierkästen, Bausätze u. ä.
| Jahr | Hersteller                   | Name                               | CPU                   | Nachfolger                     | Anmerkungen | Bild |
| ---- | ---------------------------- | ---------------------------------- | --------------------- | ------------------------------ | --- | ---- |
| 1949 | Edmund C. Berkeley           | Simon                              | - (elektromechanisch) | -                              | Relais |      |
| 1955 | Edmund C. Berkeley           | Geniac                             | mechanisch            | Tyniac Weeniac Brainiac (1958) | Drehscheiben |      |
| 1961 | Scientific Development Corp. | Minivac 601                        | elektromechanisch     | −                              | Relais, Schalter |      |
| 1968 | Kosmos                       | Logikus                            | mechanisch            | LOGIX, Piko dat                | Schieber, Drahtbrücken |      |
| 1969 | COMSPACE                     | Arkay CT-650                       | mechanisch            | −                              | zusammengebaute Version des Paperclip Lerncomputers, der aus Alltagsgegenständen besteht (wie Büroklammer und Konservendose), basierend auf dem Buch „How To Build a Working Digital Computer“ von 1967 |      |
| 1976 | RadioShack                   | Science-Fair Microcomputer Trainer | TMS1312 (4-bit)       | Gakken GMC-4 (Neuauflage 1981) | 20 Tasten, Hex |      |
| 1978 | Sharp                        | MZ-40K                             | 4-bit (custom)        | MZ-80K (Computer)              | Einplatinen-Experimentiercomputer |      |
| 1981 | Busch                        | microtronic 2090                   | TMS1600 (4 bit)       | 2188 Computertechnik           | 24 Tasten, Hex |      |
| 1983 | Kosmos                       | CP1                                | Intel MCS-48 (8 bit)  | −                              | Folientastatur, Pseudo-Prozessor-Befehle |      |
| 1983 | Philips                      | 6400 Microcomputer Master Lab      | INS8070 (8 bit)       | −                              | Kassetten-Interface |      |

Schulungscomputer / Industrie
| Jahr | Hersteller                 | Name                             | CPU                      | Nachfolger                         | Anmerkungen                                       | Bild |
| ---- | -------------------------- | -------------------------------- | ------------------------ | ---------------------------------- | ------------------------------------------------- | ---- |
| 1976 | ITT                        | MP-Experimenter                  | Intel 8080 (8 bit)       | −                                  | Schiebeschalter, Tastatur Hex, Lampen, Schablonen |      |
| 1976 | RCA                        | COSMAC Microtutor                | CDP1801 (8 bit)          | Microtutor II (1977)               | Kipphebel                                         |      |
| 1977 | Christiani Verlag          | Mikroprozessor System 85         | Intel 8085 (8 bit)       | −                                  | Modul/Rack-Bauweise                               |      |
| 1978 | Christiani Verlag          | SC/MP-Lehrcomputer               | SC/MP (8 bit)            | −                                  | Platinen-Bausatz                                  |      |
| 1978 | Ingenieurbüro Kammerer     | EZ80-DIT                         | µPD8080A (8 bit)         | −                                  | Einplatinencomputer, Tasten, Kipphebel            |      |
| 1979 | BFZ Essen                  | Mikrocomputer für Ausbildung MFA | Intel 8085 (8 bit)       | −                                  | Modul/Rack-Bauweise                               |      |
| 1979 | Siemens                    | ECB85                            | Intel 8085 (8 bit)       | −                                  | Einplatinencomputer, Tastatur, Hex, Breadboard    |      |
| 1981 | Ingenieurbüro Kammerer     | PROFI-5                          | Intel 8080 (8 bit)       | MICO-80 (Z80), PROFI-5E            | Einplatinencomputer, 25 Tasten, Hex               |      |
| 1983 | VEB Polytechnik            | Polycomputer 880                 | MME U880 (8 bit)         | −                                  | Koffer, Kassetten-Interface                       |      |
| 1983 | SEL                        | Z80 Trainer                      | Zilog Z80 (8 bit)        | DAG Technikum MP Lernsystem (1988) | Koffer, Schiebeschalter, Tasten LEDs              |      |
| 1984 | VEB Mikroelektronik Erfurt | LC80                             | MME U880 (8 bit)         | −                                  | Einplatinencomputer                               |      |
| 1986 | DATANorf                   | WDR-1-Bit-Computer               | Motorola MC14500 (1-Bit) | −                                  | Multi-Platinen-Bausatz                            |      |
| 1989 | robotron                   | BIC A 5105                       | MME U880 (8 bit)         | −                                  | Homecomputer, Bildungscomputer                    |      |

Entwicklungssysteme / Trainings-Kits
| Jahr | Hersteller        | Name             | CPU                       | Nachfolger | Anmerkungen                       | Bild |
| ---- | ----------------- | ---------------- | ------------------------- | ---------- | --------------------------------- | ---- |
| 1976 | NEC               | TK-80            | μPD8080A (8 bit)          | −          | Einplatinencomputer, Tastatur Hex |      |
| 1976 | Heathkit          | ET-3400          | Motorola 6800 (8 bit)     | −          | Tastatur, Hex, Breadboard         |      |
| 1976 | Rockwell          | AIM-65           | 6502 (8 bit)              | AIM-65/40  | Heimcomputer                      |      |
| 1976 | Texas Instruments | LCM-1001         | SBP0400 (4 bit Bit-Slice) | −          | Kipphebel, Lämpchen               |      |
| 1981 | Microtech         | Microprofessor I | Zilog Z80 (8 bit)         | MPF-I Plus | Einplatinencomputer               |      |

Für weitere, allgemeine Entwicklungssysteme, siehe System Design Kit.